# بولارد (تگزاس)
بولارد، تگزاس(به انگلیسی: Bullard, Texas) شهری در ایالت تگزاس از ایالات جنوبی ایالات متحده آمریکا است. در سرشماری سال ۲۰۰۰، جمعیت این شهر ۱۵۶۲ نفر اعلام شد.